# Alexandyr Boshinow

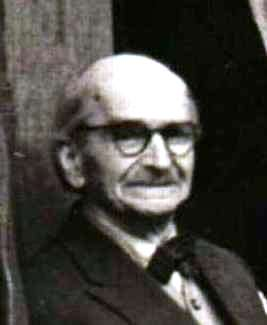
Alexandyr Boshinow

Alexandyr Nikolow Boshinow (bulgarisch Александър Николов Божинов; * 24. Februar 1878 in Swischtow; † 30. September 1968 in Sofia) war ein bulgarischer Maler.

## Leben
Boshinow absolvierte 1902 an der Malschule Sofia ein Studium der Malerei. Von 1902 bis 1904 setzte er sein Studium in München fort. Er war Mitglied der Bulgarischen Akademie der Wissenschaften.
Er gilt als Begründer der modernen bulgarischen Karikatur. Sein Wirken war vielfältig. Neben politische Karikaturen, die sich kritisch mit der bulgarischen Monarchie und Politik auseinandersetzten, fertigte er auch viele Portraitkarikaturen bulgarischer Schauspieler, Schriftsteller und Maler. Er illustrierte Bücher, entwarf Teppiche und gestaltete keramische Gefäße. Darüber hinaus betätigte er sich als Bühnenbildner und fertigte Landschafts- und Genrebilder. Außerdem verfasste er Feuilletonartikel, Kunstkritiken und humoristische Gedichte.

## Werke (Auswahl)
- Vergangene Tage, Memoiren, 1958